# حسن شحاتة (رجل دين)
حسن محمد شحاتة موسى العناني (10 نوفمبر 1946 - 24 يونيو 2013). هو شيعي مصري عُرف بتغيير معتقده من السُّنَّي إلى الشيعي، ثم اكتسب زخماً إعلامياً بعد مقتله.

## ولادته ونشأته
ولد حسن محمد شحاتة موسى العناني في يوم الاثنين الثالث عشر من ذي الحجة عام 1365هـ الموافق 10 نوفمبر 1946م في بلدة هربيط التابعة لمركز أبو كبير بمحافظة الشرقية بمصر في أسرة متوسطة الحال. كان والده متزوج من ثلاث نساء. آخرهن أم حسن شحاتة فكان له ستة أشقاء وهو الثاني بينهم. درس شحاته القرآن منذ صغره وحفظه كاملا وهو يبلغ من العمر خمس سنوات ونصف، وأكمل دراسته في الأزهر. بدأ حسن شحاتة الخطابة وهو في سن الـ 15 ربيعا في مسجد الأشراف ببلدته وظل خطيبا فيه لمدة خمس سنوات، ثم انتقل للخطابة في مسجد الأحزاب ببلدة مجاورة لمدة سنتين وقد دخل كلية الأزهر، وتخرج من معهد القراءات، وحصل على شهادة الماجستير في علوم القرآن الكريم.

## حياته
التحق حسن شحاتة بالخدمة العسكرية عام 1968م، وكان يتولى التوجيه المعنوي بسلاح المهندسين وخطبة الجمعة. وشارك خلالها في حرب أكتوبر انتقل بعد ذلك إلى إمامة الناس في  قرية الديدامون هي إحدى القرى التابعة لمركز فاقوس في محافظة الشرقية ، انتقل بعدها إلى القاهرة عام 1984م حيث كانت هذه المرحلة غزيرة بالنشاط الديني لشحاته. فكان له خمسة دروس في مساجد متعددة غير خطبة الجمعة وإمامة الصلاة بمسجد الرحمن بمنطقة كوبري الجامعة وله العديد من البرامج الدينية بإذاعة القرآن الكريم وأحاديث في إذاعة صوت العرب وإذاعة الشعب كما كان له ندوات في نوادي القاهرة وجميع محافظات الجمهورية ثم سجل برنامجاً أسبوعياً تلفزيونياً تحت عنوان أسماء الله الحسنى كان يبث على القناة الأولى المصرية.[بحاجة لمصدر]
من أسرة حنفية المذهب لكنه أعلن تشيعه عام 1416 هـ الموافق لعام 1996م، وكما يزعم بقوله: في الفترة من عام 1994 إلى 1996م مررت برحلة بحث مضنية، انكشف لي الحق في آخرها، وتمسّكت بحبل الله المتين وصراطه المستقيم، بولاية أهل البيت، فبدأت في إعلانها في كل مكان، وقصدت بذلك أداء وظيفتي في تعريف المسلمين بالواقع والحقيقة التي أخفيت لقرون طويلة.[بحاجة لمصدر]
واعتقل لمدة ثلاثة أشهر بتهمة «ازدراء الأديان». كما أنه تعرض للاعتقال مرة أخرى عام 2009 مع أكثر من ثلاثمائة من اتباعه، ثم أُفرِجَ عنه، وقد منع قبل وفاته من السفر خارج مصر.
بعد خروجه من السجن اقام مجالس الحسينية لإحياء ذكر أهل البيت واستذكارهم والمجاهرة بالولاية لعلي بن أبي طالب والبراءة من أعدائه (حسب معتقد الشيعة) ما أثار غضب عامة المسلمين وأتهمه أهالي القرية بنشر المذهب الشيعي بين أهلها.

## مقتله
في يوم الأحد الموافق 23 يونيو 2013 كان حسن شحاته قد قدم إلى دار أحد الشيعة في قرية زاوية أبو مسلم للاحتفال بميلاد الإمام المهدي (الإمام الثاني عشر عند الشيعة) وليلة النصف من شعبان. واحتشد عدد من المواطنين حول المنزل وهاجموه، وعندما قرر حسن مغادرة المنزل مع شقيقيه ورجل رابع، اعتدى الحشد على الرجال الأربعة بشكل وحشي، بالقضبان الحديدية والعصي الخشبية، ضرباً على الرؤوس والظهور. ثم أوثق الحشد أيديهم وجرّهم عبر الشوارع. وذكرت مصادر أن هذه الحشود كانت من السلفية، بينما نفى ياسر برهامي نائب رئيس الدعوة السلفية أي علاقة للسلفيين بذلك.

## ردود الفعل داخل مصر
يرى بعض المحللين أن ما حدث كان نتيجة التحريض والشحن ضد الشيعة قبل وعقب مؤتمر (نصرة سوريا) وهو ما عرَّفه منظموه بإنه مؤتمر «الأمة المصرية في دعم الثورة السورية» ونظمته القوى الإسلامية بمصر، وعُقد بإستاد القاهرة وحضره الرئيس محمد مرسى، وقد تُرك المنبر للتحريض المباشر ضد الأقلية الشيعية في مصر على لسان الداعيتين السلفيين محمد حسان ومحمد عبد المقصود. وشنت جبهة الإنقاذ الوطني هجوما حادا على الرئيس محمد مرسي وجماعة الإخوان المسلمين، مؤكدين أن الخطاب الدينى للرئيس هو السبب الرئيسى لما وصلت إليه الأحوال من تدهور في مصر. في حين قال عصام العريان نائب رئيس حزب الحرية والعدالة، وأحد قيادات الإخوان المسلمين في مصر إن الدم المصري حرام "مسلماً أو مسيحياً، رجلاً أو امرأة، سنياً أو شيعياً، مدنياً أو شرطياً". وأضاف العريان قائلاً أن من يشارك ولو بشطر كلمة في تكفير مؤمن أو مسلم أو التحريض على سفك الدم، أو بخطاب الكراهية ضد مواطن أو مسؤول فهو شريك في الجريمة النكراء وأضاف العريان "على الجميع إدانة قتل الشيخ حسن شحاتة وأتباعه في "زاوية أبو مسلم".

## وصلات خارجية
- تقرير منظمة هيومن رايتس ووتش مصر ـ قتل الشيعة يعقب شهورا من الخطاب التحريضي بتاريخ 27 يونيو 2013.
- صفحة الشيخ حسن شحاتة - موقع مركز الأبحاث العقائدية
- بعض من محاضرات الشيخ حسن شحاتة